# Programabilni ROM
Programabilna memorija samo za čitanje (PROM) ili polje programabilna memorija samo za čitanje (FPROM) ili jednom programabilna stalna memorija (OTP NVM) je vrsta digitalne memorije gde je postavljanje svakog bita zaključano osiguračem ili anti-osiguračem. Ona je tip ROM memorije što znači da su podaci permanentni i da ne mogu biti promenjeni. PROM se koristi u digitalnoj elektronici u uređajima da sačuva permanentne podatke, uglavnom programe na niskom nivou kao što je firmware(mikrokod). Ključna razlika od obične ROM memorije je u tome što se kod ROM memorije podaci upisuju tokom proizvodnje, dok u PROM memoriju podaci se upisuju nakon proizvodnje. Zbog toga, ROM memorije se uglavnom kod proizvodnje puno memorije, dok se PROM koriste kod manje proizvodnje gde možda postoji potreba da se podaci izmene.
PROM se proizvode prazni, i u zavisnosti od tehnologije, mogu biti programirani na ploči, na završnom testu, ili u sistemu. Prazne PROM memorije su programirane tako što se priključe na PROM programator uređaj. Dostupnost ove tehnologije omogućuje kompanijama da čuvaju zalihe PROM memorija i da ih programiraju po potrebi, kako bi izbegli čekanja na nabavku memorija. Ovi tipovi memorija se često koriste u mikrokontrolerima igračkih konzola, mobilnim telefonima, RFID tagovima, ugradnim medicinskim uređajima, HDMI, i u mnogim drugi potrošačkim uređajima i u automobilskoj industriji.

## Istorija
PROM memorija je pronađena 1956 od strane Wen Tsing Chow, tokom rada za Arma Division Američke Bosch Arma korporacije u Garden city-u, New York. Pronalazak je bio posledica zahteva Američkih Air Force jedinica da se napravi fleksibilniji i sigurniji način skladištenja konstanti meta u Atlas E/F ICBM avionskom digitalnom računaru. Patent i tehnologija bili su čuvani u tajnosti nekoliko godina dok se računar Atlas E/F kao glavni računar za navođenje raketa. Termin „spržiti“, koji referencira na proces programiranja PROM-a, je takože u originalnom patentu, pošto je originalna implementacija bila bukvalno prženje internih dlaka dioda sa strujom preopterećenoj da proizvede neprekidnost kola. Prvi PROM programabilni uređaj takođe je razvijen od strane Arma inžinjera pod direktivama gospodina Chow-a, a bili su locirani u laboratoriji Arma Garden City u glavnom štabu Strategijske komande vazduhoplovstva.
Komercijalni poluprovodnički antiosigurač programatori bili su dostpuni od oko 1969. godine, sa inicijalnim antiosigurač bit-nim ćelijama zavisnim od kondenzatora između ukrštenih provodnih linija. Texas instruments kompanija razvila je MOS gate-oxide breakdown antifuse 1979. godine. Dual-gate-oxide dvo-tranzistorni (2T) MOS antifuse predstavljen je 1982. godine. Ranije oxide breakdown tehnologije izazivale su različite tipove problema skaliranja, programiranja, veličine i probleme proizvodnje koji su smanjivali obim proizvodnje urežaja baziranih na ovoj tehnologiji.
Iako je antiosigurač OTP tehnologija dostupna decenijama, nije bila dostupna u CMOS standardu do 2001. godine kada je kompanija Kiloplass Technology Inc. patentirala 1T, 2T i 3.5T antiosigurač bit ćelijsku tehnologiju korišćenjem standardnog CMOS procesa, uključujući integraciju PROM-a u logičke CMOS čipove. Prvi čvor procesa antifuse-a koji može biti implementiran u standardu CMOS-a je 0.18mm. U 2005. split channel antifuse uređaj je predstavljen od strane Sidense-a.Ova split channel bit ćelija kombinuje debele(IO) i tanke(kapije) oksidne uređaje u jednom tranzistoru(1T) sa zajedničkom polislikionskom kapijom.

## Programiranje
Tipična PROM memorija dolazi sa svim bitovima postavljenim na 1. Paljenjem osigurača bita tokom programiranja izaziva postavljanje bita na vrednost 0. Memorija može biti programirana samo jednom nakon proizvodnje "udaranjem" osigurača, što je bespovratni proces. Udaranje osigurača otvara povezanost dok programiranje i antiosigurač zatvara povezanost(odatle i ime). Pošto je "udarene" osigurače nemoguće vratiti na prvobitno stanje, često je moguće promeniti sadržaj memorije "udaranjem" ostalih osigurača, menjajući preostale bitove vrednosti 1 na 0 (jednom kada se svi bitovi postave na vrednost 0, nema daljeg menjanja memorije).
Ćelija bita programira se apliciranjem visokog napona neuobičajenog tokom normalnog rada memorije preko kapije i podloge tankog oksidnog tranzistora(oko 6V za 2nm tankog oksida, ili 30MV/cm) da se razbije oksid između kapije i podloge. Pozitivan napon na tranzistorskoj kapiji formira inverziju kanala u podlozi ispod kapije, izazivajući tunelovanje struje da teče kroz oksid. Struja proizvodi dodatne zamke u oksidu, povećavajući struju kroz oksid i rastapanje oksida i formiranje kondutivnog kanala kroz kapiju do podloge. Struja zahteva da oblik kondutivnog kanala bude oko 100µA/100nm2 i da do razbijanja dođe oko 100µs ili manje.

## Literatura
- View the US "Switch Matrix" Patent #3028659 at US Patent Office Архивирано на веб-сајту  (16. октобар 2015) or Google
- View Kilopass Technology Patent US "High density semiconductor memory cell and memory array using a single transistor and having variable gate oxide breakdown" Patent #6940751 at US Patent Office Архивирано на веб-сајту  (4. септембар 2015) or Google
- View Sidense US "Split Channel Antifuse Array Architecture" Patent #7402855 at US Patent Office Архивирано на веб-сајту  (4. септембар 2015) or Google
- View the US "Method of Manufacturing Semiconductor Integrated Circuits" Patent #3634929 at US Patent Office Архивирано на веб-сајту  (4. септембар 2015) or Google
- For the Advantages and Disadvantages table, see Ramamoorthy, G: "Dataquest Insight: Nonvolatile Memory IP Market, Worldwide, 2008-2013", page 10. Gartner, 2009